# رزم‌ناو رده تیکاندروگا
رزم‌ناو رده تیکاندروگا (به انگلیسی: Ticonderoga-class cruiser) یک رده از کشتی‌های جنگی نیروی دریایی ایالات متحده آمریکا می‌باشد که طول آن 567 feet (173 m) می‌باشد، این کشتی اولین بار در سال ۱۹۷۸ سفارش داده شد.
این کشتی از یک رادار آرایه فازی غیرفعال استفاده می‌کند و در ابتدا به عنوان یک ناوشکن طبقه‌بندی می‌شد.